# 足立尚也
足立 尚也（あだち なおや、1983年3月17日 - ）は、岐阜県出身のバスケットボール選手である。ポジションはフォワード。アイシン・エィ・ダブリュ アレイオンズ安城所属。

## 来歴
岐阜農林高校を卒業後、愛知学泉大学に進学。
卒業後、ホシザキ東海に入社。
その後、アイシン・エィ・ダブリュ アレイオンズ安城に移籍。

## 経歴
- 高山市立岩滝小学校 - 高山市立東山中学校 - 岐阜農林高校 - 愛知学泉大学 - ホシザキ東海 - アイシン・エィ・ダブリュ アレイオンズ安城